# 直通特急 (阪神·山陽)
直通特急（日语：／）是阪神電氣鐵道、山陽電氣鐵道（以下簡稱山陽）中，行走於大阪梅田站至山陽姬路站之間，途經阪神本線、神戶高速線和山陽電氣鐵道本線的列車類別之一。簡稱直特。

## 運行概況
列車直通阪神本線、阪神神戶高速線和山陽電鐵本線。與在該三條路線的特急列車一樣，乘客不需特急票也可乘坐。

### 行走區間
基本上列車行走大阪梅田站至山陽姬路站之間整段區間，在早上和深夜設有下列班次只行走部分區間。
在2016年3月19日時間表修正後，設有以下區間班次：
- 東二見 → 大阪梅田：平日早上4班，星期六及假日早上2班
- 高速神戶 → 山陽姬路：每日早上1班
- 御影 → 山陽姬路：每日早上2班
- 西宮 → 山陽姬路：每日早上1班
- 山陽姬路 → 尼崎：每日深夜1班

另外，在2016年時間表修正前，設有以下區間班次：
- 2009年3月20日前
  - 尼崎 → 山陽姬路：每日早上1班
  - 梅田 → 大鹽：每日於晚上8時時段1班（1998年2月至2001年3月）
  - 山陽姬路 → 東二見之間行走的特急中，在2006年10月28日修正前使用阪神車輛，後來取消該班次。
- 2009年3月20日時間表修正至2016年3月19日時間表修正
  - 山陽姬路 → 御影：每日深夜1班（現在變為「山陽姬路 → 尼崎」）
- 2012年3月20日改正
  - 山陽姬路 → 東二見之間行走的特急中，上下行各有1班使用阪神車輛（在6年後，再次有阪神車輛只行走於山陽線內之班次）

### 停車站
截至2016年3月19日時間表修正起，直通特急停靠以下車站。當中，※、（　）、＜　＞是指部分班次停靠，《　》是指部分班次或會臨時停靠。
- 大阪梅田站 –  尼崎站 –  ※甲子園站 –  西宮站 –  蘆屋站 –  魚崎站 –  御影站 –  神戶三宮站 –  元町站 –  （西元町站） –  高速神戶站 –  新開地站 –  （大開站） –  高速長田站 –  （西代站） –  板宿站 –  月見山站 –  山陽須磨站 – 《須磨浦公園站》- ＜瀧之茶屋站＞ –  山陽垂水站 –  舞子公園站 –  山陽明石站 –  東二見站 –  高砂站 –  ＜荒井站＞ –  大鹽站 –  ＜白濱之宮站＞ –  飾磨站 –  山陽姬路站
  - ※甲子園站在2009年3月20日時間表修正後，除了早上上行7班列車外，其他班次停靠該站。
    - 關於通過甲子園站的班次中，這些班次靠停靠瀧之茶屋，通過西代、大開和西元町。五班車通過白濱之宮和荒井，只有早上繁忙時間的兩班停靠。

  - 關於（西元町站）、（大開站）、（西代站）停靠班次，只有類別幕為黃底的直通特急（直通特急）才停靠。
    - 在2009年3月20日時間表修正前，神戶高速線內不會顯示「直通特急」班次，而是顯示「特急」班次。這是因為當時直通特急也停靠西元町和大開，於線內各站停車，與神戶高速線內從前行走的阪神特急、山陽特急之停車站相同。在2009年3月20日時間表修正後，山陽電鐵線內的直通特急和特急兩者停車站有所差異。在該修正後，特急列車停靠神戶三宮站至山陽須磨站之間各站。在2016年3月19日起，所有列車通過東須磨和須磨寺。山陽特急在2009年3月20日起，各站停車區間改為高速長田以東車站，雖然山陽特急停靠大開站，但是通過西代、東須磨和須磨寺三站。在2016年3月19日後，山陽特急加停西代站以進行整合，而山陽特急區間只有東二見站以西路段。

  - 《須磨浦公園站》只於旅遊旺季（黃金週和白銀週等連假）的假日時間表中，於日間時段臨時停靠。
  - 停靠 ＜瀧之茶屋站＞的班次中，只有首班車至早上9時30分前往大阪梅田的班次，以及下午4時20分至尾班車前往山陽姬路的班次才停靠。
  - 停靠 ＜荒井站＞、＜白濱之宮站＞的班次中，只有早上7時至9時和下午5時20分至9時之平日班次，以及早上7時30分至9時和下午5時20分至9時之星期六及假日班次。
    - 停靠荒井、白濱之宮的班次中，早上上行和黃昏下行的班次加停瀧之茶屋，早上下行和黃昏上行的班次通過瀧之茶屋。

  - 停靠〈白濱之宮站〉的班次中，毎年10月14日、15日兩日，鄰近該站的松原八幡神社舉行祭典時整日臨時停靠（當當天下雨而把祭典順延至16日時，臨時停靠安排也會順延）。
  - 所有班次均不會停靠加古川市內的車站。

有時間表上，神戶三宮站至板宿站之間各站停車的班次會區別為「直通B特急」。在山陽6000系的螢幕裝置（顯示列車類別）上，直通特急會顯示「直特甲」，直通B特急會顯示「直特乙」。
在山陽5000系和5030系的駕駛室內，紅直特會以紅色文字寫上『直特』，黃色直特會以黃色文字寫上『直B特急』。（在駕駛室內控制車頭列車類別的裝置中，會標示『直特』、『直B特急』、『特急』、『其他』。）
綜合上述不同的班次之停車站中，共可組織為有10組停站組合。

#### 現時使用的車輛
- 所有班次均以6卡編成，基本上座位使用半交叉座椅。阪神車輛方面，會優先使用8000系和9300系，山陽車輛方面，會優先使用5000系和5030系。阪神1000系和9000系多行走在阪神難波線和近鐵奈良線。山陽6000系多行走在山陽普通和S特急，因此比較少行走直通特急班次。
- 阪神電氣鐵道
  - 9300系（日语：阪神9300系電車）
  - 8000系（日语：阪神8000系電車）（8523-8502F只於時間表混亂時行走，原本只行走直通特急。在2018年4月和2020年1月試行後，於2020年2月起定期於線內行走。）
  - 9000系（日语：阪神9000系電車）
  - 1000系（日语：阪神1000系電車）（只限6卡固定編成。使用2卡固定編成×3抽列車連結）

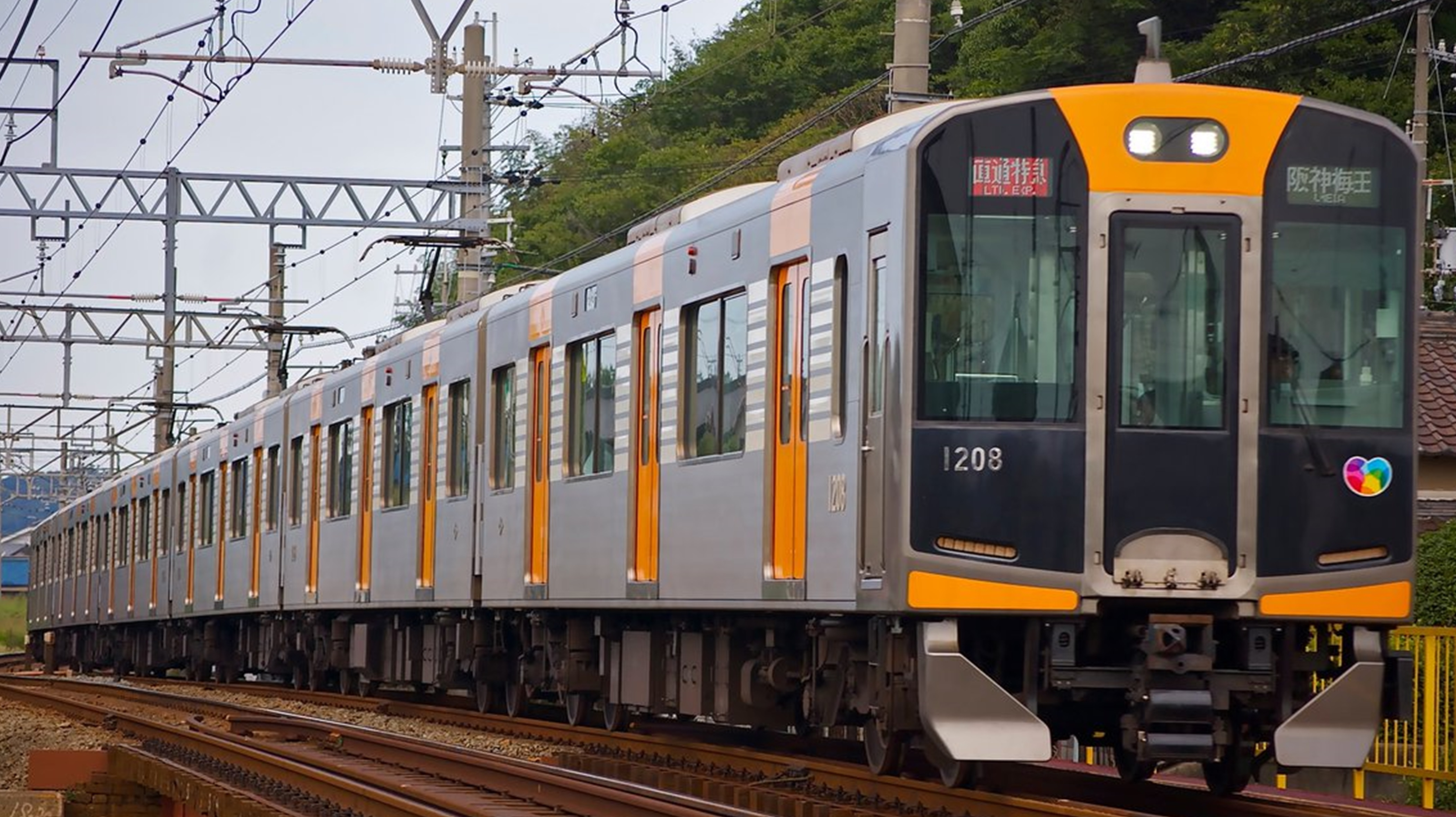
1000系
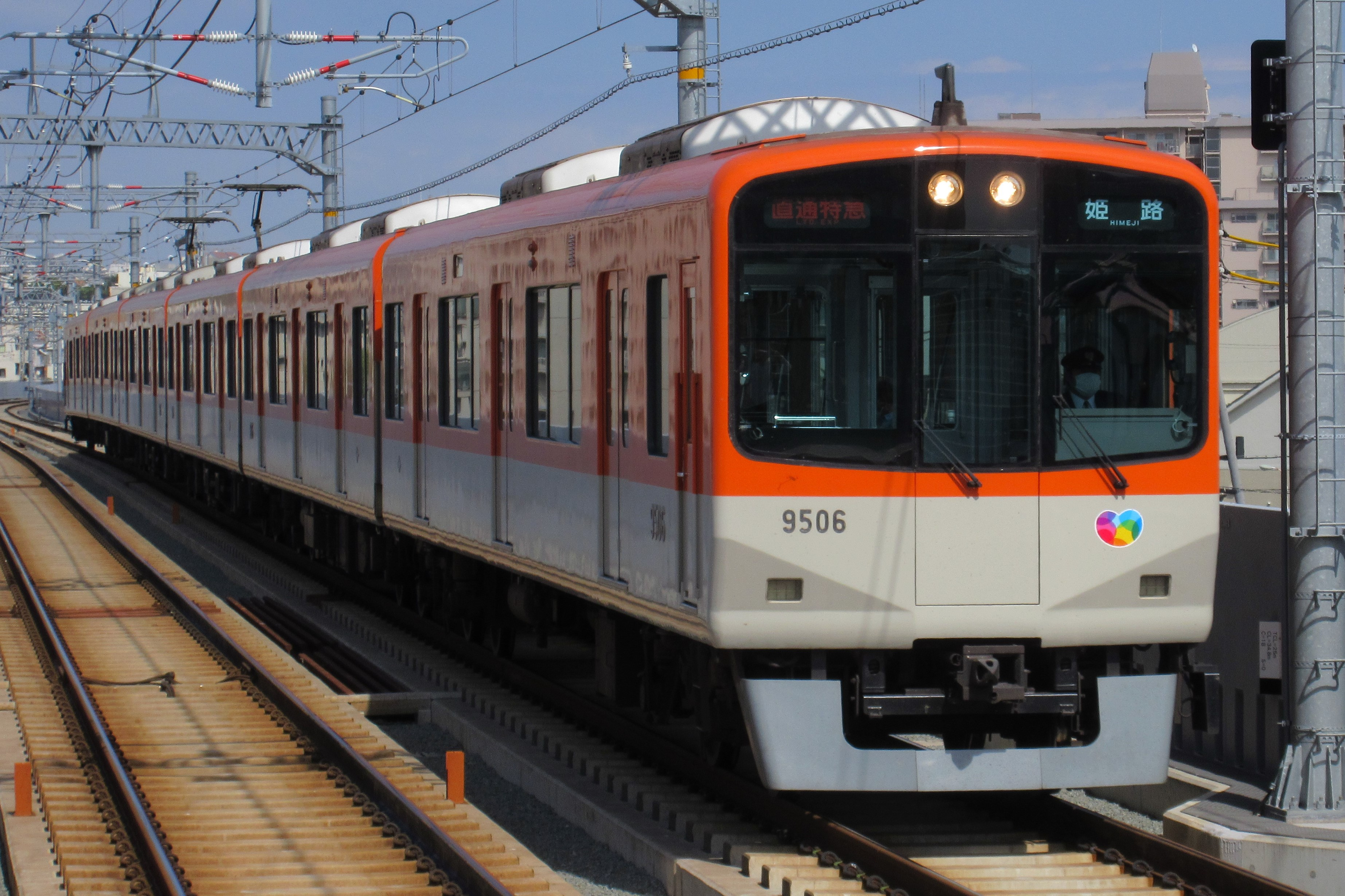
9300系
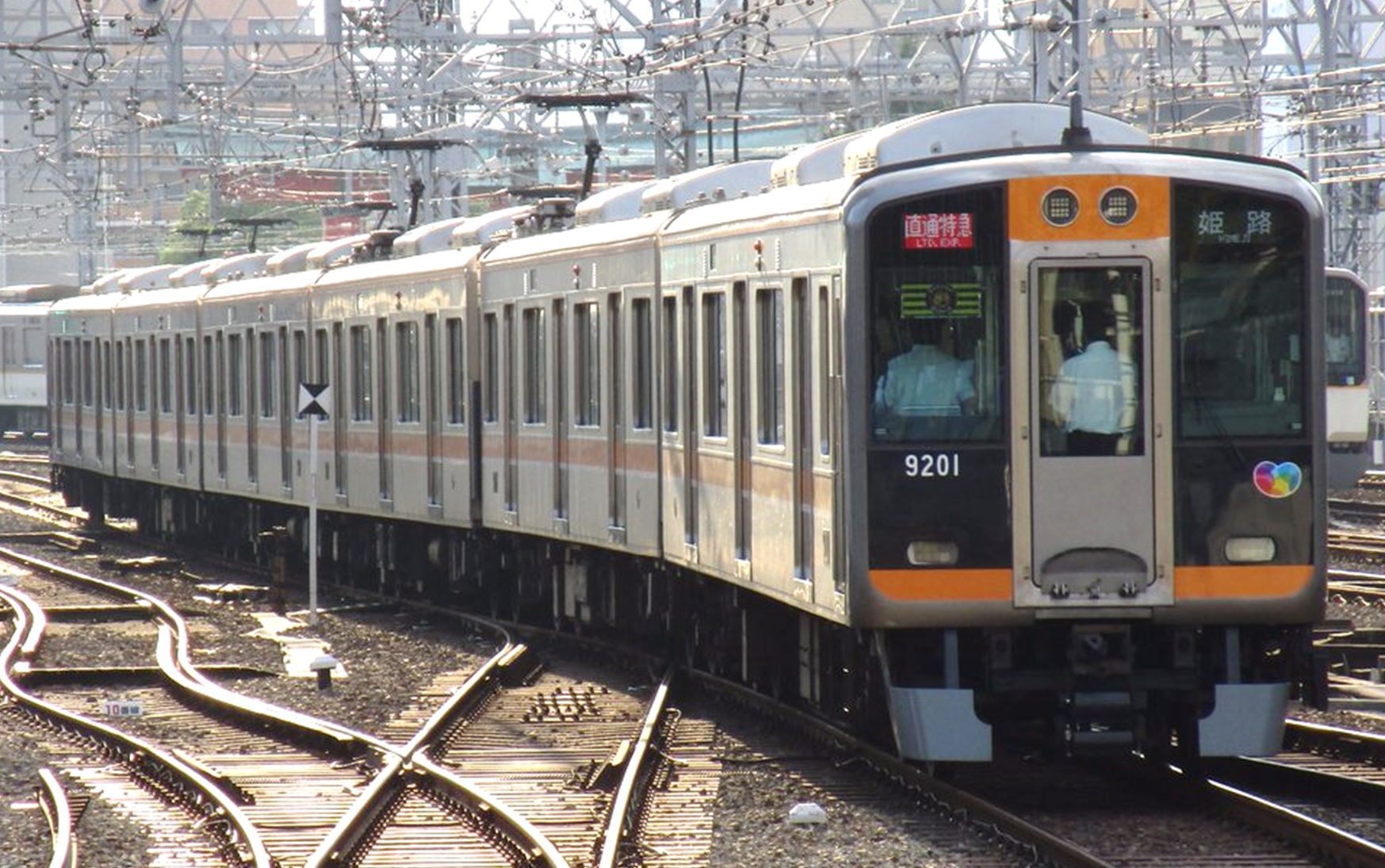
9000系
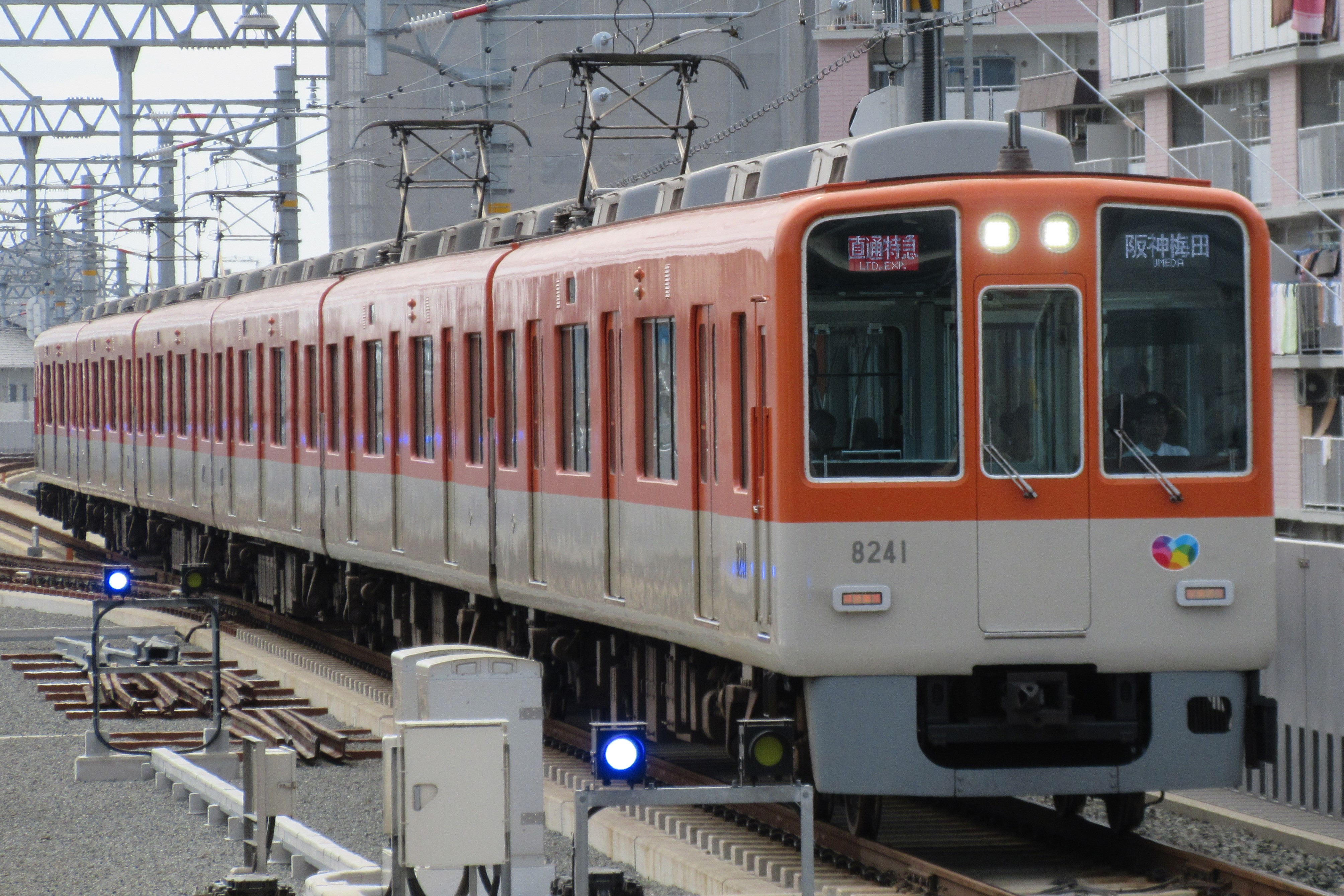
8000系

另外在阪神所有車輛中，急行系車輛最遠只可前往東須磨、須磨浦公園，普通系車輛最遠只可前往新開地、高速神戶。
- 山陽電気鉄道
  - 5000系（日语：山陽電気鉄道5000系電車）（4抽後備編成）
  - 5030系（日语：山陽電気鉄道5030系電車）
  - 6000系（日语：山陽電気鉄道6000系電車）（3抽2卡編成併結使用）

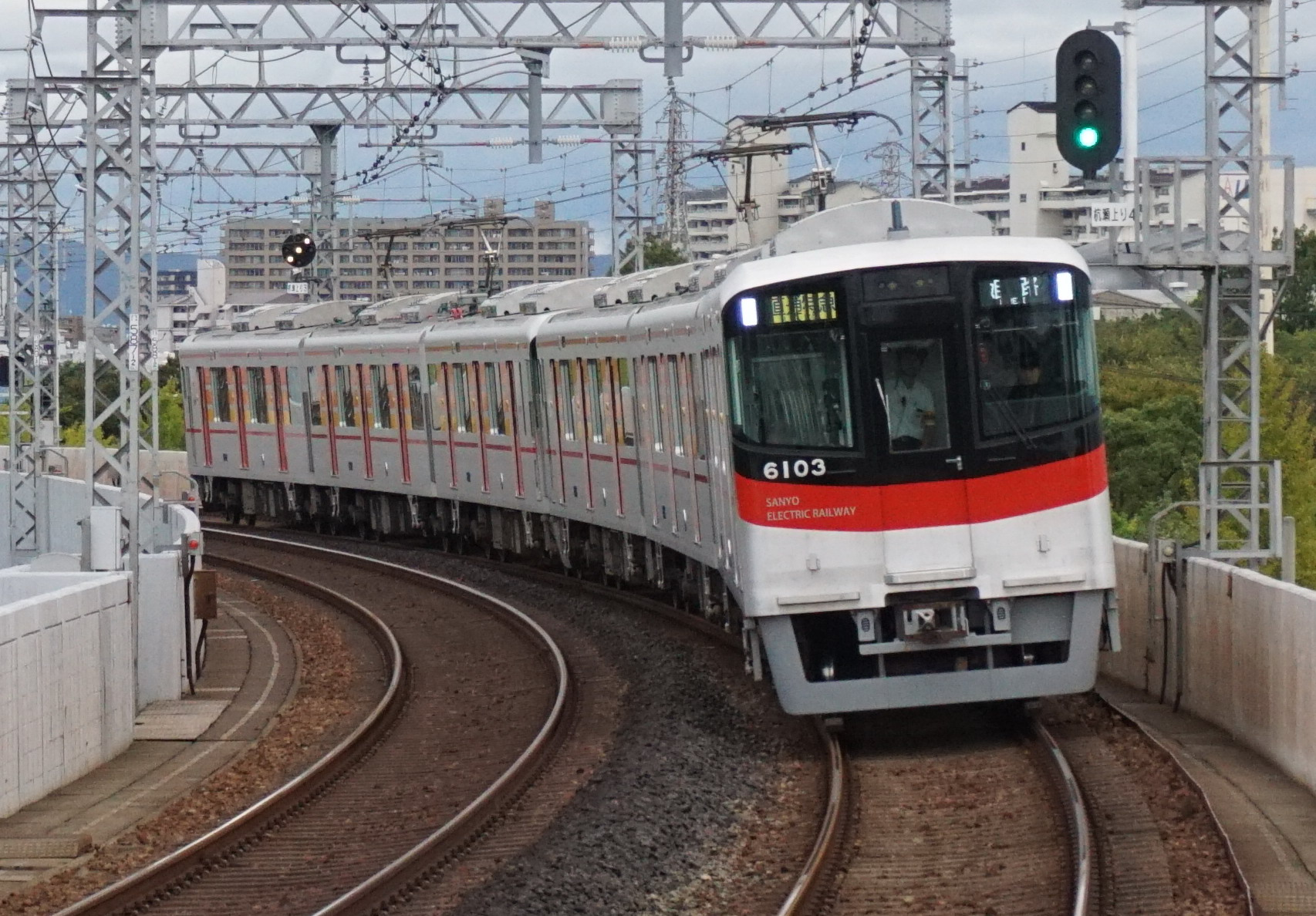
6000系
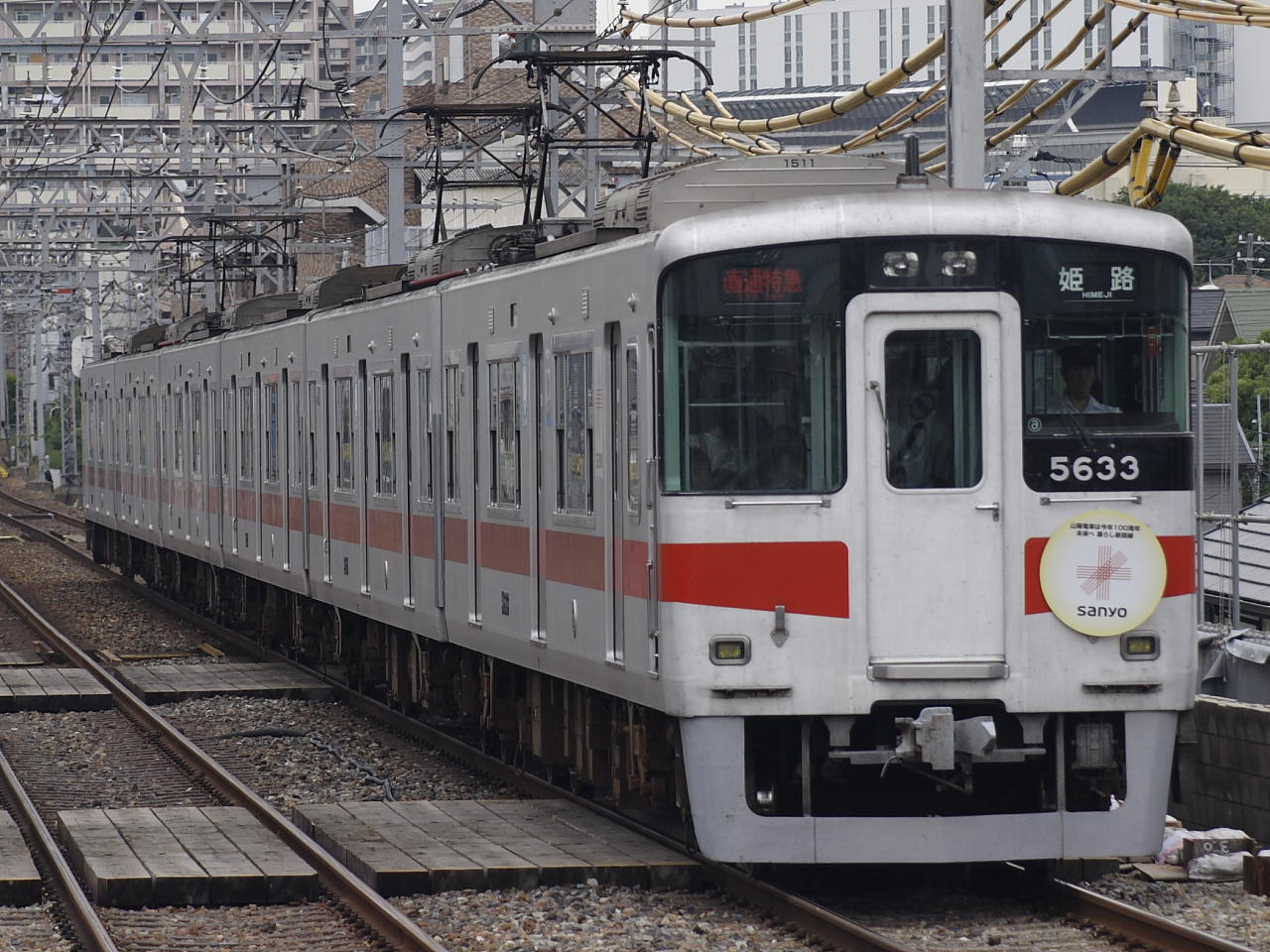
5030系
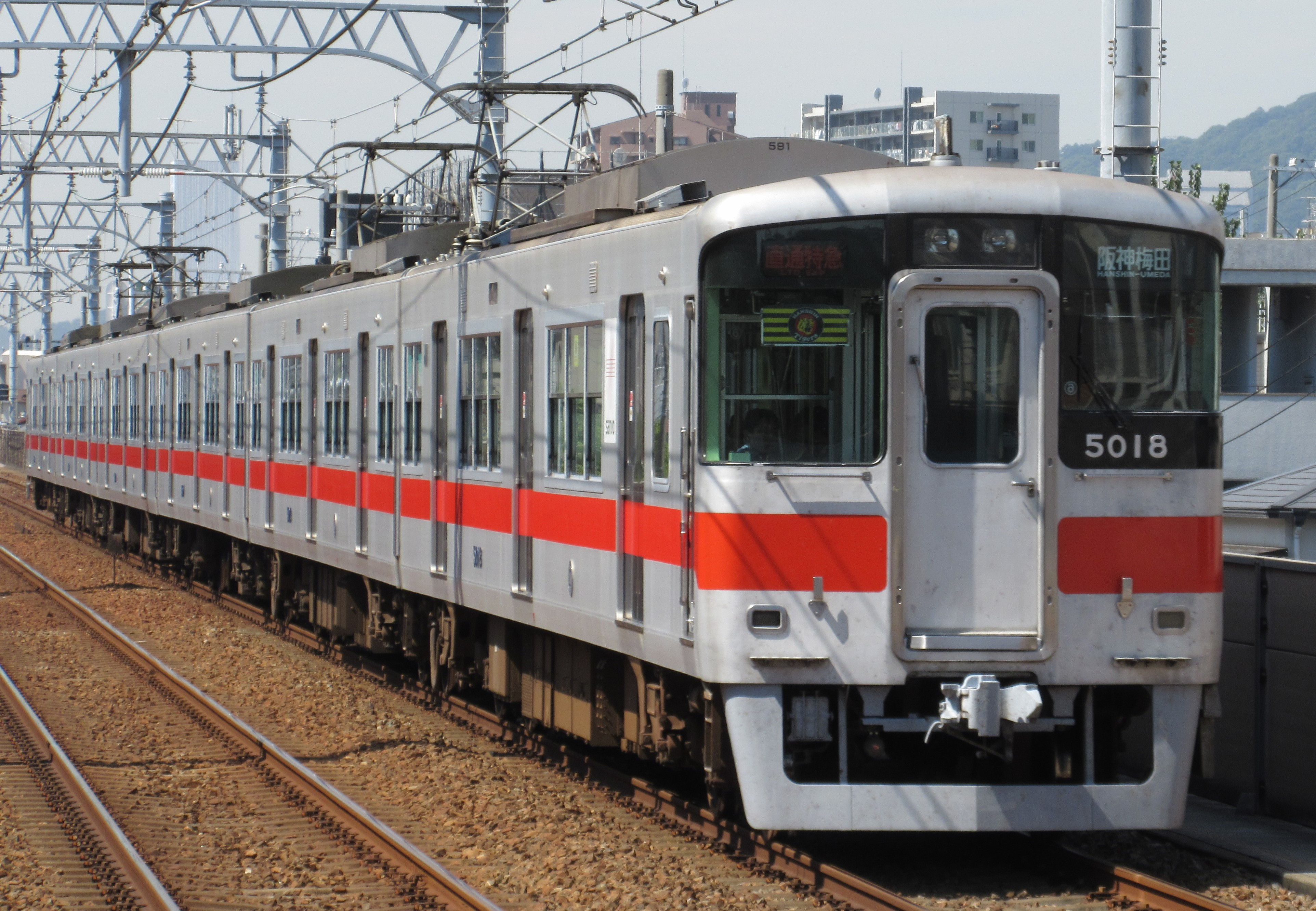
5000系

另外當時間表混亂時，3000系列只於山陽線內行走的時候，當時會在東二見或東須磨交換車輛。6000系當初只行走普通列車班次，但是也可隨時行走直通特急。在2017年6月，為了阪神乘務員駕駛訓練，當時首次以2編成結併成6卡並駛入梅田站。同年9月起，6000系開始行走直通特急班次。

### 列車類別牌與方向牌

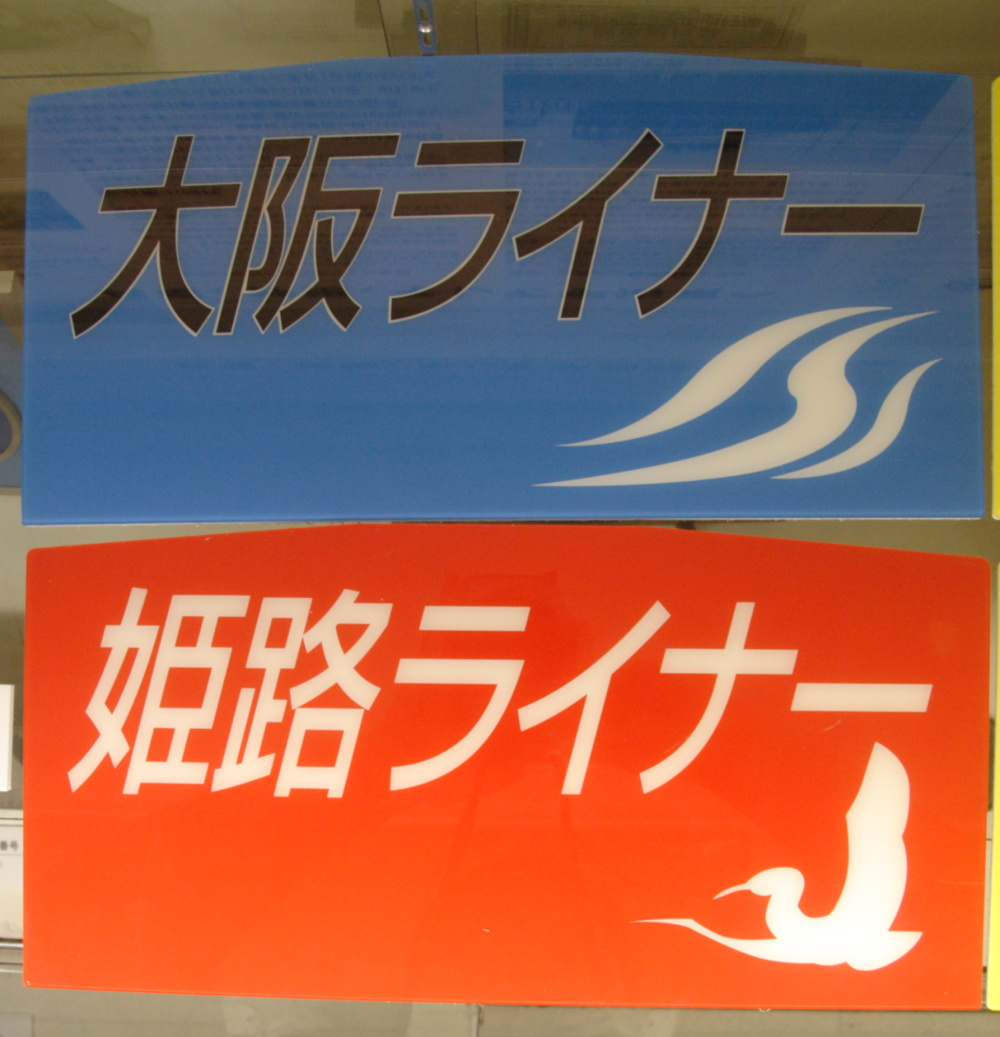
直通特急的運行銘牌

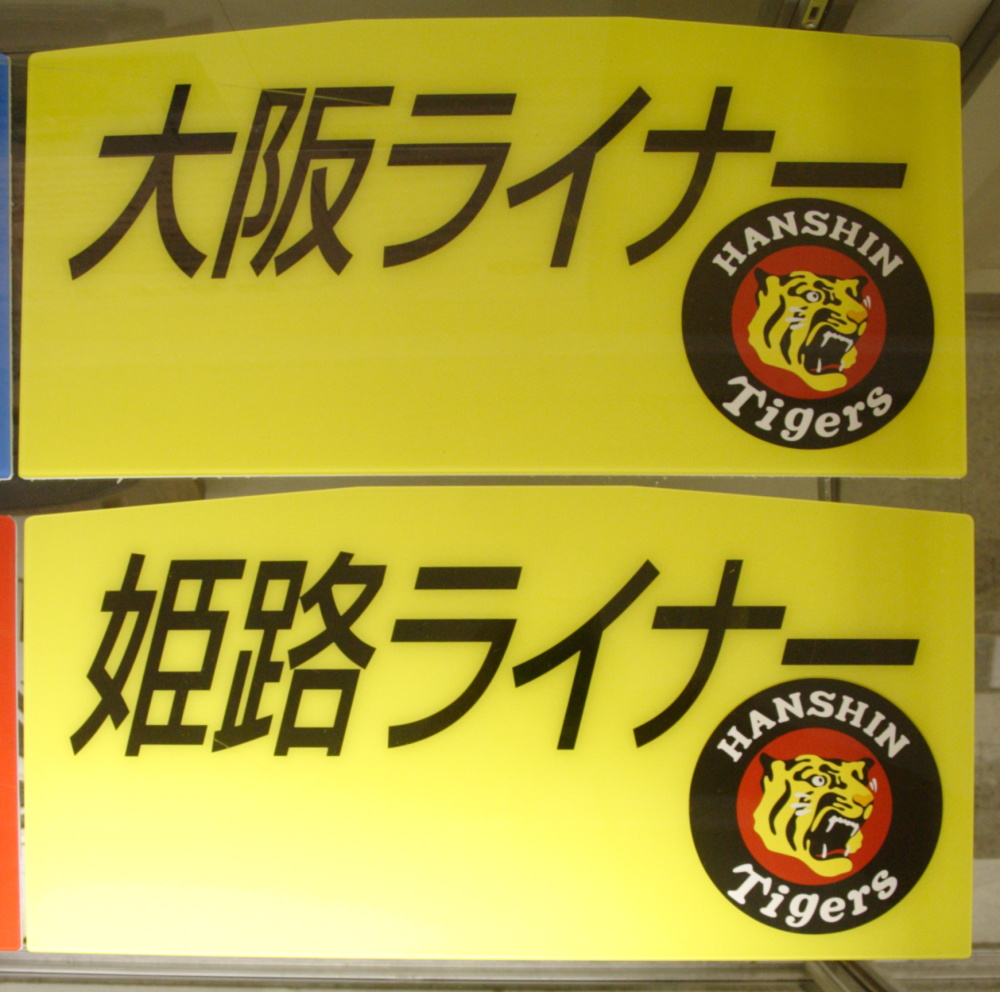
直通特急的行走銘牌（阪神虎版本）

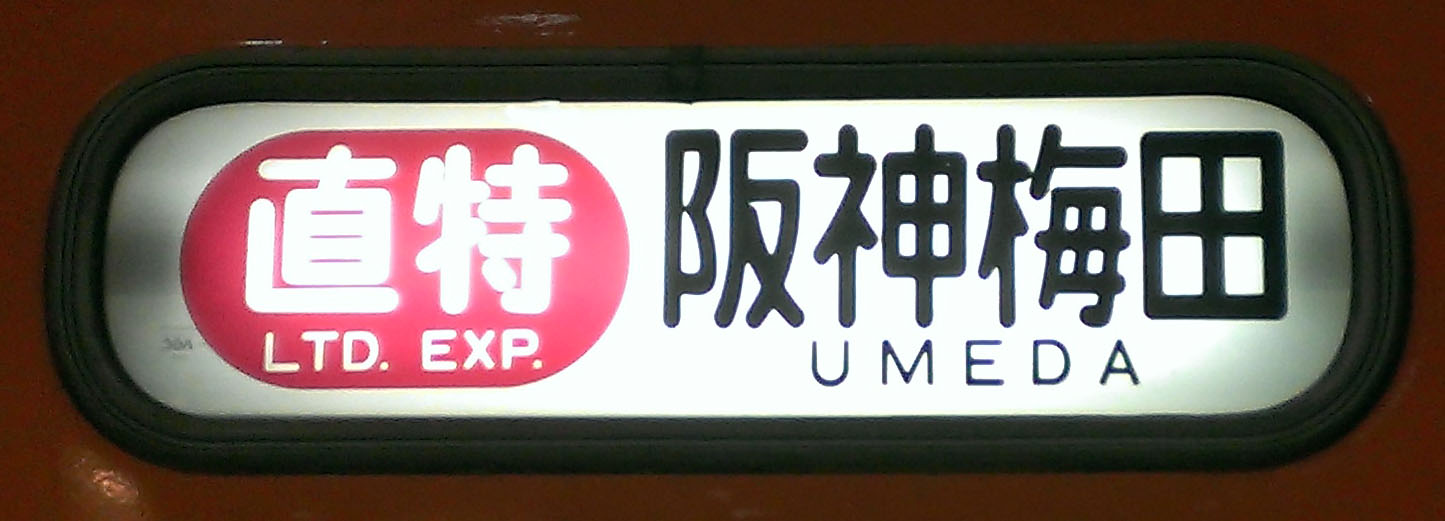
阪神車輛的直通特急方向幕。阪神其他列車類別會顯示「梅田」，但是直通特急會顯示「阪神梅田」。

在開始行走當初，乘務員室的車長台側邊車窗上會展示「姬路Liner」或「大阪Liner」之運行銘牌（現時，內部會稱為「Liner板」）。但是自從2006年10月28日時間表修正後，不再顯示上述銘牌。
關於運行銘牌（愛稱）。在通常版本中，「姬路Liner」上的圖案是紅色地的白鷺（姬路城的別名是「白鷺城」），「大阪Liner」的圖案是藍色底的水流（大阪被形容為水都）。在阪神甲子園球場內，阪神虎參戰當天（包括開戰在內，阪神虎比賽日（日本職棒全明星賽、高潮系列賽、日本大賽）與粉絲答謝日，「姬路Liner」和「大阪Liner」的圖案是變為黃色底，配上阪神虎的標誌。
也有例外，在2003年9月16日至10月17日之間，除了放上了「姬路Liner」和「大阪Liner」的運行銘牌外，也放上了阪神虎勝利紀念銘牌。在2005年3月23日至9月15日，阪神車輛放上了「開業100周年」的紀念銘牌。此外，同年阪神虎取得勝利，在9月30日至10月21日之間，所有阪神車輛放上了勝利紀念銘牌，山陽的5000系5010F編成取名為「優勝紀念號」。
在2007年以後，阪神甲子園球場內當阪神虎出戰當日，阪神特急、臨時特急和臨時急行都是放上了相同的阪神虎銘牌。在2013年起，舉行全國高等學校棒球錦標賽時期會放上「高校棒球」銘牌。在2014年起，舉行選拔高等學校棒球大會時期會放上「選拔」銘牌。

### 乘務員
不輛車輛是來自阪神還是山陽，所有乘務員會在高速神戶站進行交班。高速神戶作為邊界，以西區間由山陽乘務員負責，以東區間由阪神乘務員負責。

## 設立的經過
在計劃神戶高速鐵道當時，已經預想電鐵姬路（當時）至梅田之間會設有直通運輸班次，後來由於山陽、阪神、阪急電鐵三間公司的車輛規格、編成數目的關係，因此未能實現。截至1990年代，三間公司的車輛規格漸漸相同。在正式運行前，駛入神戶高速鐵道東西線的神戶線需要對應編成長度，另一方面山陽和阪神的車輛規格、編成長度和時間表也需要進行配合才能實現。

## 歷史
1998年2月15日，開始行走
當日起，山陽姬路站和梅田站兩站於早上10時正開出首二班列車，舉行了出發儀式。（因此，阪神一方加設不載客列車班次與改變部分用車）。小孩成為了阪神和山陽的一日站長，小孩把球打破。當初直通特急使用了阪神8000系或9000系，山陽5000系或5030系（當中，山陽5030系是為了直通特急而製造，於前年1997年製造。此外，山陽5000系中只使用6卡編成的5012F以後編成。
在當時的日間時間表中，從梅田出發，每三十分鐘的時間表中，分別設有前往山陽姬路、高速神戶和須磨浦公園站的特急班次。另外設有行走於阪神的三宮站（當時）至山陽姬路站之間的山陽特急。
在開設直通特急後，方便了從阪神本線前往山陽姬路方向的乘客，而行走梅田至神戶三宮之間的快速急行班次廢除。在標準時間中，阪神之間直通的優等列車由10班減至6班。西宮站至神戶三宮站之間的班次大幅減少，特急通過站尼崎站往蘆屋、神戶方向的乘客需要在西宮轉乘（但是2001年，尼崎站成為特急停車站，在2009年阪神難波線啟用後，直通該線的快速急行登場後便改善了）。
1999年，播磨酒藏Liner開始行走
2000年，為了淡路花博的配套交通設施。直通特急開始臨時停靠最近「高速舞子巴士站」的舞子公園站。
另外，在淡路花博閉幕後直至2001年3月9日的星期六及假日日間繼續臨時停靠。
2001年3月10日，加班與改變運行體制
在直通特急開始行走後知名度提高，成為兩公司的重點列車。本來由日間每小時2班列車增加至4班。
在這個時間表修正中，阪神9300系開始行走直通特急（此外，前年2000年新製造了山陽5030系　2次車共8輛，新的6卡編成，5004F、5006F、5008F和5010F共4編成開始行走直通特急班次。）。所有列車停靠尼崎站、魚崎站，部分列車停靠神戶高速鐵道東西線（當時）西元町站或大開站。此外在星期六與假日，所有班次停靠舞子公園站（成為正式停車站）。
2006年10月28日，時間表修正
不只星期六與假日，平日也開始整日停靠舞子公園站。
平日前往東二見的所有列車延長至山陽姬路。從梅田站出發前往山陽姬路的尾班車由晚上10時36分延至晚上11時正。
早上新設下行班次從高速神戶出發。
同日的時間表修正中，乘務員室的駕駛室側窗開始設置了運行銘版（愛稱表示）。
2008年4月14日，時間表修正
早上繁忙時間開始停靠荒井站。
2009年3月20日，時間表修正
在平日日間開始停靠甲子園站，除了平日上行早上繁忙時間外，全日停靠甲子園站。
開始停靠月見山站，而B直特列車另外加停西代站、東須磨站和須磨寺站。
荒井站的停車時間帶擴大。另外在早上繁忙時間開始停靠白濱之宮站。
直通特急大幅增加停車站數目，由當初開始行走時，停車站數目只有16個，至最多29個車站。在阪神電鐵線內，停車站數目與1990年代前期的急行相近，停靠瀧之茶屋站、荒井站和白濱之宮站的B直特與1980年代前期的急行相近。
在星期六及假日晚上，基本上都是直通特急班次。當時於三宮（當時）折返的山陽特急和梅田至高速神戶、新開地之間的阪神特急合併。基本上三宮（當時）至山陽須磨之間各站停車。此外，由於平日黃昏時段，於阪神電鐵線內的10分鐘一節的運輸時間表變更，為了調整時間，部分列車在三宮（當時）至山陽須磨之間各站停車。
隨著阪神難波線啟用，整日停靠尼崎站。於該站到發的阪神難波線列車可途過中間的列車跨月台轉乘。
2016年3月19日，時間表修正
神戶三宮至山陽須磨之間各站停車的B直特中，開始通過東須磨站和須磨寺站。各站停車區間縮短至神戶三宮至板宿之間。從本前往御影的班次變更至前往尼崎，於早上繁忙時間加班。

## 山陽・阪神虎號
在阪神、山陽上行走的臨時活動列車。當阪神甲子園球場由阪神虎主辦的正式比賽開始當天會行走山陽・阪神虎號。

### 運行概要
上述提及，在阪神甲子園球場內由阪神虎的正式比賽開始當天，梅田和山陽姬路會開設班次前往甲子園，每年會行走數次。在2003年行走四次。當中第四次在9月15日，當天是阪神虎在18年來首次取利勝利。
第一次行走是在1998年6月13日（對廣島一戰），當初計劃開辦班次，但是由於雨天而中止，自此當年沒有行走。因此，實質真正第一次行走是在1999年4月24日（對益力多一戰）。至今已經行走21次，當中3次由於雨天沒有行走。在1998年和2008年一度沒有行走。
乘車前必需事前申請，當人數過多時會抽籤決定。參加費用會因每年和出發地（從山陽姬路出發的列車中，乘車站可選擇山陽姬路站或山陽明石站）而有所變動。費用包括來回甲子園的優惠車票、觀戰票、阪神虎周邊商品。此外，也有另一款套票，包括使用定期列車前往甲子園的車票和觀戰票。
在列車進站時，車外揚聲器會播放「阪神虎之歌」。

## 播磨酒藏Liner
在阪神上臨時行走的活動列車。只有下行班次，從梅田站前往手柄站之間，名為播磨酒藏Liner（日语：／）。

### 運行概要
在2月下旬至3月上旬的星期日（每年的情況不同，星期六也會行走）行走。梅田站→手柄站之間除了待避定期列車外，中途不停站。列車的定位為參觀工場的專用列車（團體列車），山陽電氣鐵道和神戶高速鐵道也有協辦活動。
與「阪神虎號」一樣，乘車前需要事先申請，人數眾多時會進行抽籤。參加費用為5,000日圓。由於參觀造酒廠，因此未成年人士不可參加。
從手柄站步行5分鐘可到達灘菊酒造，參加者可到訪酒藏參觀，在酒廠內提供了清酒和當元名產品。在車內也有遊戲活動。
當初在2005年前使用山陽的車輛，在2006年起使用阪神的車輛。。

## 其他
在此列車開始運行後，阪神和山陽共同發行免費的沿線情報誌「SEA SIDE EXPRESS」。在2009年，阪神難波線開通後，近畿日本鐵道也加入，情報誌改名為「SEA SIDE EXPRESS EAST WEST」。該小冊子記載了直通特急和快速急行所有列車的時間表，還可知道該班次使用了哪一間鐵路公司的車輛（但是由於車輛型號不是固定，因此沒有記載）。
在2011年起，「SEA SIDE EXPRESS EAST WEST」不再發行，取而代之在山陽電鐵的官方網站中公開時間表與鐵路公司列車。

## 注腳
1. 1 2  . 交通新聞 (交通新聞社). 1998-02-17: 3 （日语）.
2. ↑  山陽6000系が6両編成で阪神梅田へ （页面存档备份，存于）（日語） - 鐵道迷（日语：鉄道ファン (雑誌)）「鐵道新聞」2017年6月21日，2017年6月21日參閲
3. ↑  山陽6000系が直通特急運用に （页面存档备份，存于）（日語） - 鐵道迷（日语：鉄道ファン (雑誌)）「鐵道新聞」2017年9月25日，2017年10月3日參閲
4. ↑  直通特急時刻表PDF（山陽電気鉄道ホームページ）（日語）